# Mrtvice, Krško
Mrtvice so naselje v Občini Krško. So vas, ki se nahaja vzhodno od Drnovega. Območje je del dežele Dolenjske. Sedaj je skupaj z ostalim delom občine vključena v Posavsko statistično regijo.

## Kulturna dediščina
Na območju je bilo najdenih več rimskih grobov, ki kažejo na vzhodni obseg nekropole bližnjega rimskega mesta Neviodunum (danes znan kot Drnovo).
V naselju stoji manjša odprta kapelica. Zgrajena je bila leta 1926.
V času Avstro-Ogrske monarhije je bila vas zapisana kot "Mertwize".

## Množično grobišče
Na Mrtvicah je množično grobišče iz obdobja druge svetovne vojne. Nahaja se v mešanem gozdu in travnikih 550 metrov severno od naselja ob razpotju makadamske ceste proti Savi. Vsebuje posmrtne ostanke več kot 100 civilistov in hrvaških vojakov.